# Kvikne

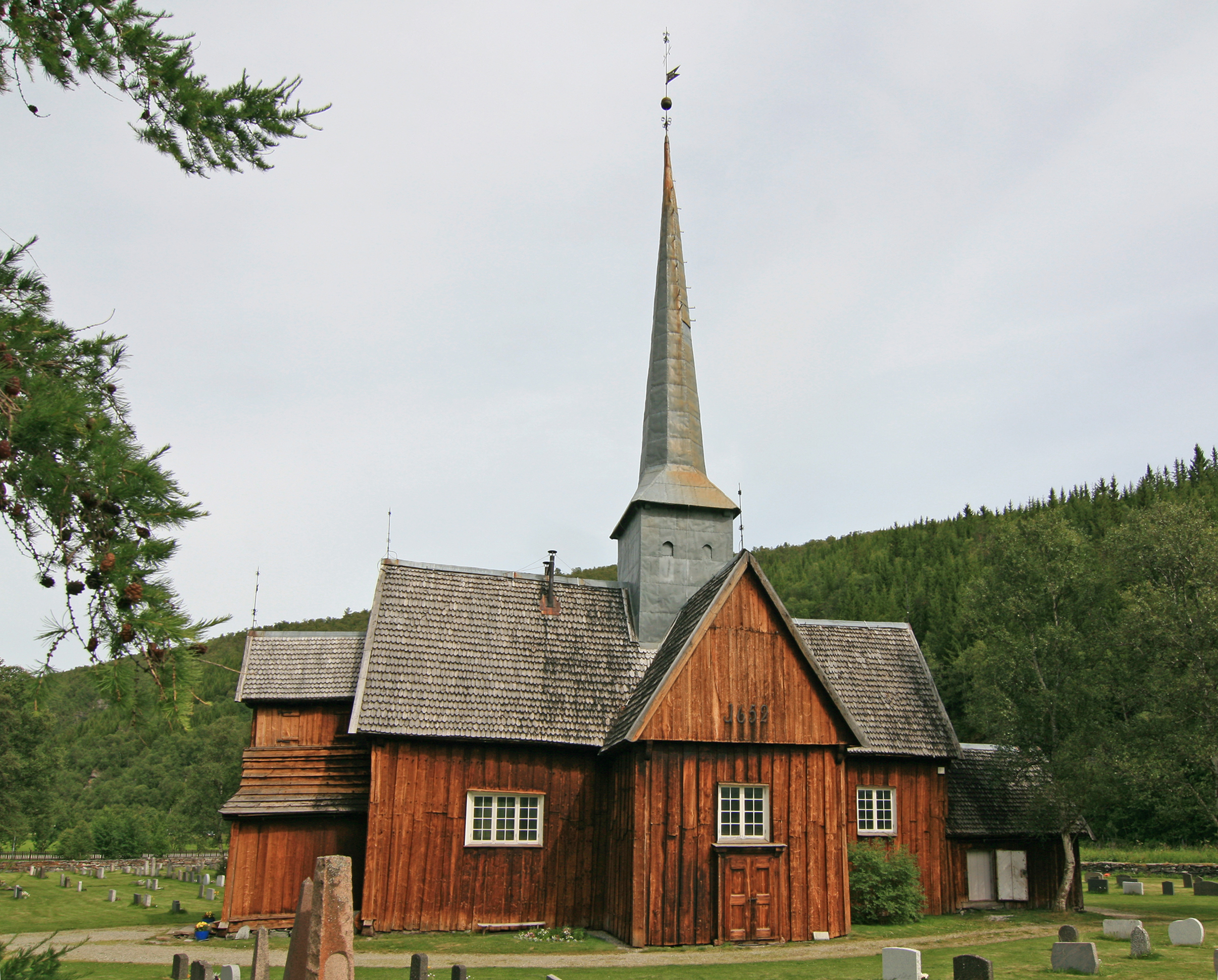
Igreja de Kvikne

Kvikne é um ex-município da região de Hedmark, na Noruega e uma povoação de montanha, entre Østerdalen e Trøndelag. O rio Orkla nasce em Kvikne. Um pouco a sul de Kvikne, o rio Tunna desce para encontrar o rio Glomma. 
Em 1966, o município de Kvikne foi dividido, ficando a povoação de Kvikne (com 664 residentes na altura) incorporada no município de Tynset e a povoação de Innset (com 420 habitantes) incorporada no município de Rennebu. A maior parcela de terra ficou a fazer parte de Tynset. Em 1970, a quinta Garlia, com 5 habitantes, foi transferida de Tynset para Rennebu. 

## Personalidades
O famoso escritor norueguês Bjørnstjerne Bjørnson, prémio Nobel da Literatura de 1903, nasceu na quinta de Bjørgan, em Kvikne.